# 우포포이

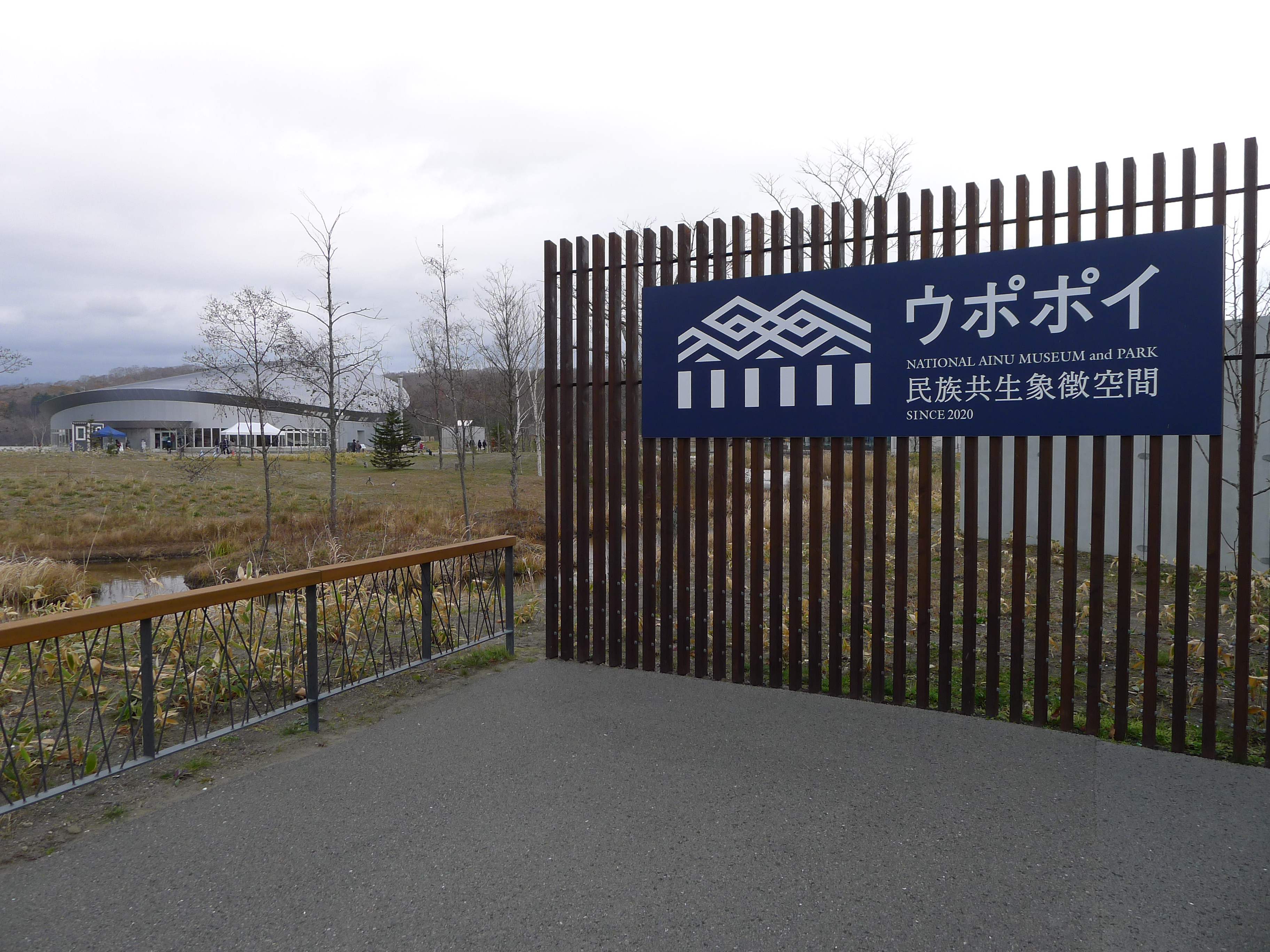
우포포이 입구

우포포이(일본어: ウポポイ)는 일본 홋카이도 시라오이군 시라오이정에 있는 복합 시설로, 민족공생상징공간(民族共生象徴空間)의 애칭이다. 주요 시설로는 국립 아이누 민족 박물관, 국립 민족 공생 공원, 위령 시설을 정비하고 있으며, 아이누 문화의 부흥·창조·발전을 위한 거점이 되는 공간이다. 우포포이란 아이누어로 노래하는 것을 의미하고 있다.